# Diestrammena bifurcata
Diestrammena bifurcata is een rechtvleugelig insect uit de familie grottensprinkhanen (Rhaphidophoridae). De wetenschappelijke naam van deze soort is voor het eerst geldig gepubliceerd in 2010 door Gorochov.